# Básníci na ulici

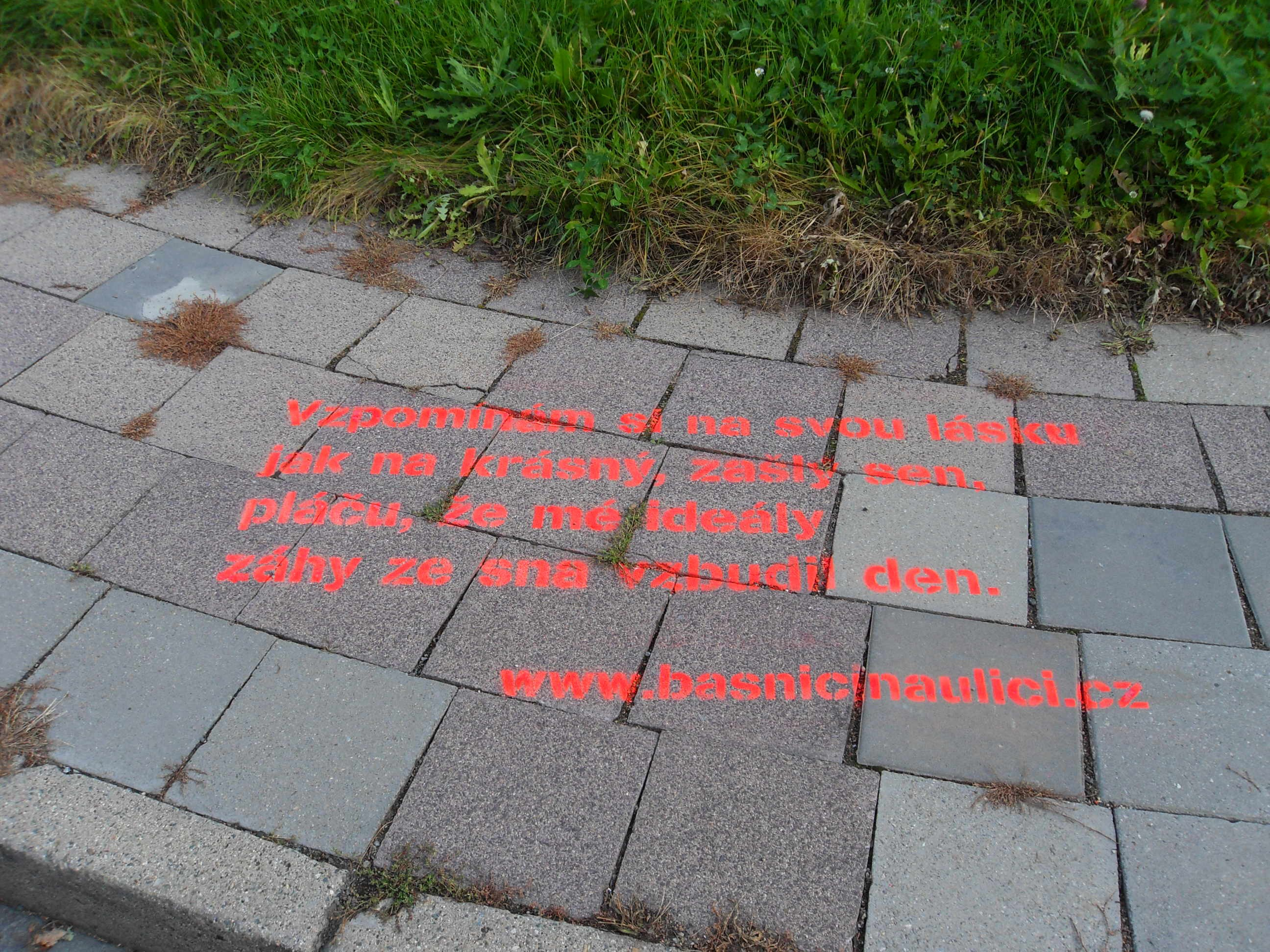
Verše Jaroslava Tichého v Tichého ulici v Brně

Básníci na ulici byl umělecký projekt realizovaný v Brně v noci z 20. na 21. srpna 2010, v rámci nějž byly v předem vybraných ulicích nastříkány sprejem na chodníky verše českých básníků. Na tento krok navázala krátkodobá výstava fotografií v divadle Reduta.
Projekt vymyslela a organizovala studentka češtiny na Pedagogické fakultě Masarykovy univerzity Zdeňka Kocábová. Jejím záměrem bylo upozornění občanů na české básníky, podle kterých je v Brně pojmenováno 80 ulic a náměstí. Autorce se podařilo získat nad projektem záštitu brněnského primátora Romana Onderky, obdržela souhlas Brněnských komunikací jakožto majitelů chodníků a rovněž komunikovala s agenturou DILIA, která jí pomohla získat souhlasy od téměř všech dědiců autorských práv. Na výrobu papírových šablon a zakoupení značkovacích sprejů dostala příspěvek z primátorského fondu. Celá příprava projektu zabrala Zdeňce Kocábové přibližně tři měsíce.
Kocábová vybrala pro uskutečnění akce noc z 20. na 21. srpna 2010, přičemž datum mělo podle ní symbolický význam proto, „že některé z básníků, jejichž verše jsme použili, komunisté zakázali. A také způsob prezentace jejich tvorby, který jsme zvolili, by za minulého režimu určitě neprošel.“ S realizací jí pomohli kamarádi, spolužáci či studenti dějin umění, kteří se sdružovali v občanském sdružení GET ART! Sprejování veršů na chodníky celkem 73 ulic, které jsou pojmenovány po básnících, dokumentovalo osm fotografů, z jejichž výtvorů vznikla krátkodobá výstava mezi 2. a 12. zářím v brněnském divadle Reduta. Samotné verše by měly do tří měsíců z ulic samy zcela zmizet, neboť byly použity speciální spreje pro označování výkopů při rekonstrukcích ulic. Autorka nevyloučila, že by se v následujícím roce akce mohla konat znovu.